# Wiśniówka (województwo pomorskie)
Wiśniówka, Wiśniówka Gdańska – osada w Polsce położona w województwie pomorskim, w powiecie nowodworskim, w gminie Stegna na obszarze Żuław Wiślanych. Miejscowość, od sierpnia 2015 roku, jest wsią sołecką. 
W pobliżu Wiśniówki przepływa rzeka Szkarpawa, uchodząca do Zalewu Wiślanego. 
W latach 1975–1998 miejscowość należała administracyjnie do województwa elbląskiego.
Inne miejscowości o nazwie Wiśniówka: Wiśniówka